# درمانلو
درمانلو (بالإنجليزية: Darmanlu)‏ هي قرية تقع في أردبيل في إيران. يقدر عدد سكانها بـ 508 نسمة بحسب إحصاء 2016.